# Orogeneza hercinică
Orogeneza hercinică sau Orogeneza variscă se referă la penultimul ciclu orogenetic, derulat în intervalul Devonian – Carbonifer - Permian, cauzat în Paleozoicul târziu, de către coliziunea dintre supercontinentele Euramerica (Laurussia) și Gondwana (etapă a formării supercontinentului Pangeea).
De la vest spre est, din unirea celor două supercontinente a rezultat un imens lanț montan ecuatorial orientat de la sud-vest spre nord-est – Munții Centrali ai  Pangeei.

## Desfășurare

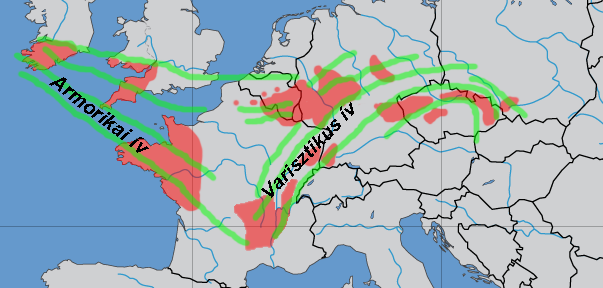
Cele 2 direcții de dezvoltare ale sistemului hercinic

Dezvoltarea sistemului de munți hercinici s-a făcut la nivelul Europei în două direcții: una NV-SE (direcția armoricană sau hercinică) și alta NE-SV (direcția variscă). S-au identificat 3 faze: Bretonă, Variscă și Asturică.
O vie activitate vulcanică de însoțire, a determinat puternice mișcări magmatice efuzive și intruzive.

Distribuția catenelor hercinice la mijlocul Carboniferului

Limita de nord a supercontinentului Gondwana era constituită de un mozaic de microplăci din care se va constitui mai târziu fie vestul (Armorica - în timpul Orogenezei hercinice, Avalonia - în timplul Orogenezei caldoniene) fie sudul Europei (Iberică, Apuliană, Moesică – în timpul orogenezei alpine).
Coliziunea a determinat - în vest ridicarea Munților Apalași din America de Nord, a Munților Anti-Atlas din nord-vestul Africii și, a catenelor muntoase din Europa de Vest din aliniamentul Masivul Central Francez – Munții Vosgi – Pădurea Neagră – Masivul Boemiei. Este posibil să fi apărut inițial un singur ansamblu de lanțuri muntoase, care mai târziu a fost spart de către deschiderea Oceanului Atlantic. Ulterior structurile hercinice europene și africane au fost despărțite de către geosinclinalul alpin care a ocupat o poziție mediană între aceastea.
Coliziunea în partea de est a marginii sudice a Euramericii dintre Avalonia și arhipelagul (sau microcontinentul) Armorica a generat lanțul hercinico - chimeric al Dobrogei, prelungit prin Insula Șerpilor și Crimeea  spre est și mai departe la nord de Caucazul Mare. Concomitent, aria oceanică dintre Euramerica si Placa Siberiană s-a închis, ridicându-se lanțul muntos al Uralilor.

Structurile hercinice europene

## Unități de relief hercinice

### Europa
În Europa s-au format: 
- Masivul Armorican, Masivul Central Francez, Munții Ardeni, Masivul Șistos Renan, Munții Vosgi,[2] Munții Jura, Munții Pădurea Neagră[2], Munții Pădurea Turingiei,  Patrulaterul Boemiei
- Meseta Centrală
- Munții Măcin[2]
- Munții Ural[2]

### România
Extinderea inițială a sistemului  hercinic a trecut și peste actualul areal carpatic, din Transilvania până în Dobrogea,  prelungindu-se la est în spațiul Mării Negre.. Astfel, pe teritoriul României s-au format Munții Măcin și s-au metamorfozat depozitele  sedimentare din geosinclinalul carpatic, găsite astăzi sub formă de zone cristaline afectate de cutările alpine și regenerate. Acestea se întâlnesc cu caracter insular în Carpații Orientali și Carpații de Curbură, dominante în Carpații Meridionali și Munții Banatului și amestecate în Munții Apuseni.
Vulcanismul hercinic se regăsește sub forma unor intruziuni granitice în NV Dobrogei și într-unele granite din Carpații Meridionali și din Munții Apuseni. După fazele intrusive au avut loc și faze efuzive, dar resturile ultimelor au fost îndepărtate ulterior de către eroziune, astfel că parțial intruziunile (sub formă de lacolite, batolite, apofize, stockuri, filoane, etc... – unele alungite pe zeci de kilometri) – concordante cu sensul de stratificare al șisturilor cristaline și aliniate, au fost scoase la zi.
- În Dobrogea – sub forma unui mare lacolit, apar petice de granit în Munții Măcinului – încadrate unei elipse de 70x30 km alungite de la nord-vest la  sud-est.[9]
- În Carpații Orientali în Munții Ciucului – pe versantul Trotușului apar granodiorite, în Munții Rarău gneis și în Munții Bistriței filoanele de diabaze-porfire tăiate de către Bistrița în Cheile Zugrenilor.[10]
- În Carpații Meridionali și în Munții Banatului apar batolite mari (mase granitice) în munții Parâng, Retezat, Vâlcan, Țarcu, Almăj.[10]
- În Munții Apuseni se găsesc intruziuni granitice Munții Gilău (batolit de 20x8 km), Codru-Moma (un petic) și în Highiș (o fâșie).[10]

Spre sfârșitul etapei orogenetice eroziunea a determinat peneplenizarea munților, iar soclul lor a devenit rigid și ulterior a fost fracturat în blocuri, o bună parte dintre acestea fiind în dinamică încorporate geosinclinalelor carpatice. Tocmai rigiditatea acestor blocuri a impus aspecte de horsturi și grabene (exemple fiind cele din Munții Apuseni, din Munții Banatului sau dintr-unele zone aflate în Carpații Meridionali sau în Munții Rodnei).
Vechile masive hercinice din arealele Câmpiei și Dealurilor de Vest (microplaca Panonică) precum și din cel al Depresiunii Transilvane (microplaca Transilvană – desprinsă din microplaca Transilvano-panonică de către riftul Apusenilor de sud și de est), pe lângă procesele de nivelare au fost afectate prin scufundare ulterioară sau faliere odată cu ridicarea geosinclinalelor carpatice
Erodarea și nivelarea lanțului hercinic de pe teritoriul României nu a mai lăsat urme care să fie efectiv moștenite
în relieful actual decât în Dobrogea de Nord, sub forma unor resturi de pediplenă posthercinică în regiunile Măcin, Babadag și Tulcea, care apar la zi.

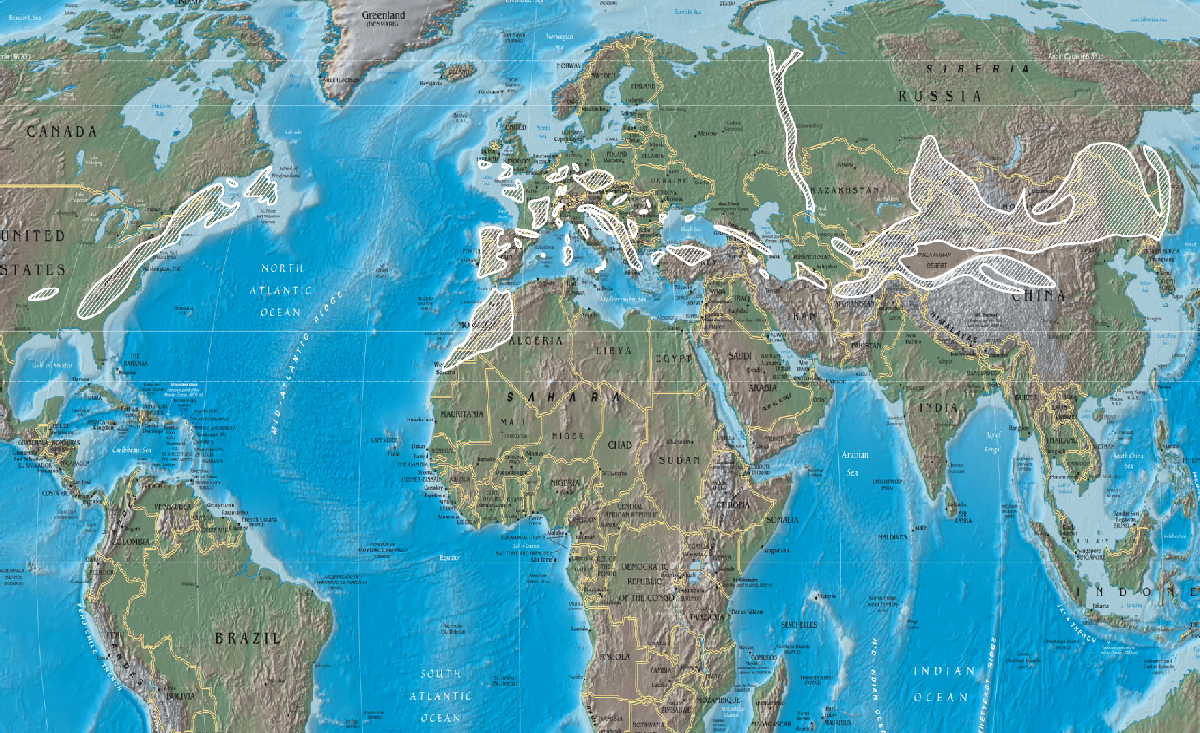
Distribuția proceselor orogenetice contemporane celor hercinice

### Alte continente
Orogenezei hercinice îi corespund temporal:
- În Africa Munții Anti-Atlas
- În Asia Centrală mișcările orogenetice altaice[14] care au dus la ridicarea Altaidelor[15] (Munții Altai, Munții  Saian, Munții Tian-Șan).[2]
- În America de Nord apariția Munților Apalași[2]